# 罗马—高卢战争

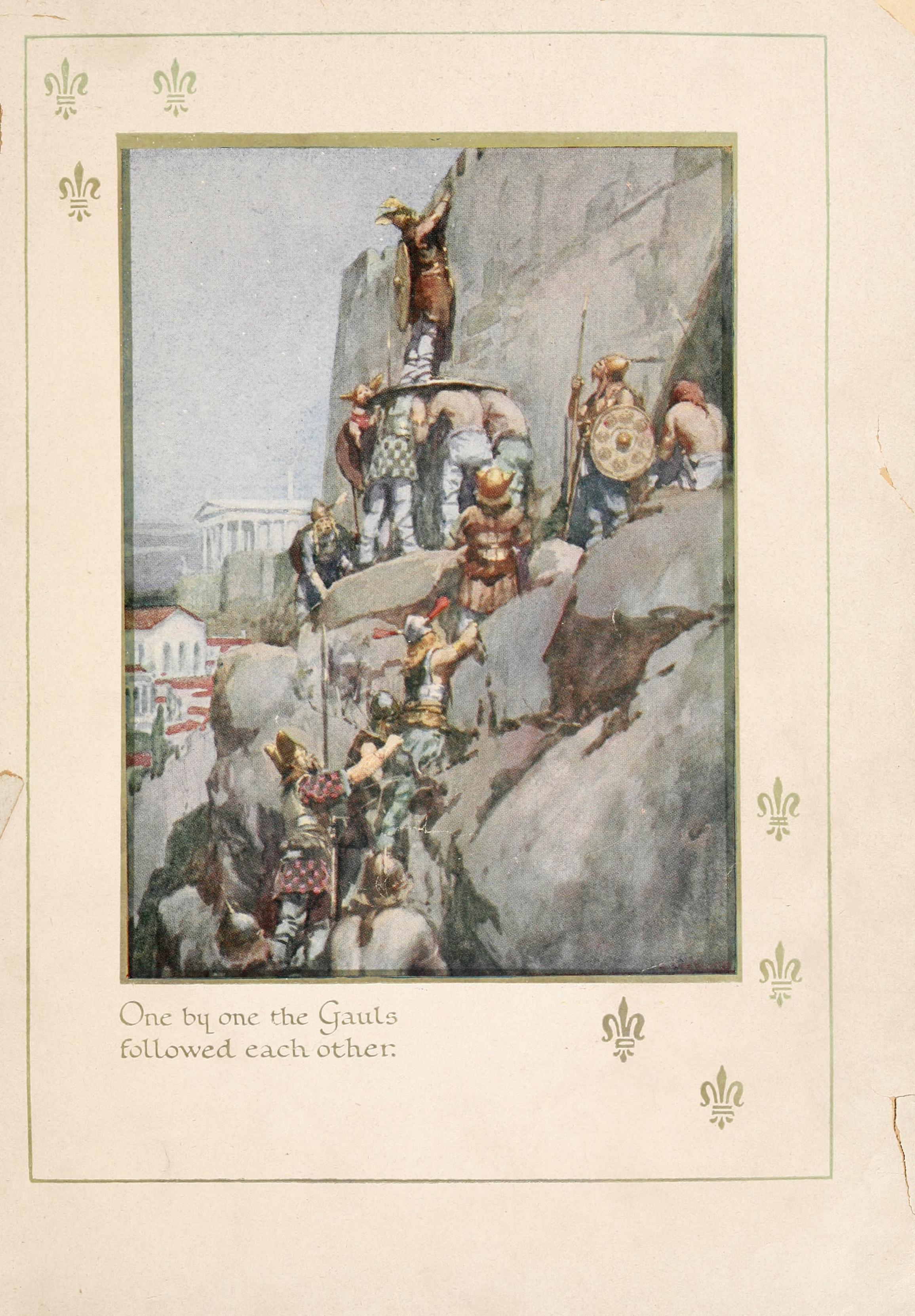
高盧人進攻羅馬城，想像於1876年

罗马-高卢战争是古罗马军队与被称为高卢人的几个民族（包括塞农人、因苏布里人、博伊人、盖萨塔依人）之间的一系列冲突。
从广义上讲，这是一场高卢人山北高卢（法国）出发，穿越阿尔卑斯山进入山南高卢（意大利），并试图通过伊特鲁里亚向南扩展到罗马的对外扩张战争。
几个世纪之后，罗马在意大利取得了胜利，并跨越阿尔卑斯山进入了山北高卢。

## 山南高卢的战争
阿尔卑斯山意大利一侧的主要冲突包括：
公元前390年：布伦努斯带领塞农人攻打伊特鲁里亚 (Etruria) 的克鲁休姆。罗马派出军队迎击塞农人，却被塞农人在阿利亚之战中击败。此后，布伦努斯率领手下围攻罗马。
公元前302年：高卢人越过阿尔卑斯山进入山北高卢，山北高卢诸部落允许他们向南通过，甚至有一些山北高卢人和伊特鲁里亚人加入了远征军。他们掠夺罗马领土并带着战利品撤退，但随后陷入了内战。
公元前298-290年：第三次萨莫尼特战争。一个由萨莫尼特人、高卢人、伊特鲁里亚人和翁布里亚人组成的联盟攻打罗马。
公元前284年：高卢人围攻阿雷提姆。罗马人进军解围，被高卢人击败。罗马随后又向北派遣了一支讨伐远征队，击败了塞农人，并将他们赶出了罗马占领的领土。公元前283年，博伊人与盟友伊特鲁里亚人一起向罗马进军，被罗马在瓦迪莫湖战役中击败。
公元前225年：因苏布里人和博伊人雇佣山地高卢人（即盖萨塔依人）与他们一起进军罗马。高卢人在费苏莱击败了罗马人，但后来罗马人在特拉蒙击败了高卢人。
公元前223-193年：在此之后，罗马出台了旨在征服阿尔卑斯山以南的高卢领土的协调政策。罗马于公元前223年入侵因苏布里的领土，并于公元前222年占领了克拉斯提蒂姆、亚塞莱和麦迪奥拉尼姆。 罗马在第二次布匿战争（公元前218-201年）中与迦太基作战，高卢人和往常一样站在迦太基一边。战后，罗马占领了波诺尼亚（公元前196年）、普拉森提亚（公元前194年）和穆蒂纳（公元前193年）。在此之后，许多幸存的博伊人撤退到阿尔卑斯山北部，形成了一个新的国家——博伊哈姆。

## 山北高卢的战争
公元前125-121年：罗马人越过阿尔卑斯山，首先与萨鲁维人和沃孔蒂人作战，然后又击败了阿洛布罗热人和阿维尼人。 罗马人在公元前121年的维达利姆战役和伊泽尔河战役中取得了决定性胜利。阿洛布罗吉安地区随后被吞并，并被并入了纳博讷高卢行省。
公元前109年：在辛布里战争中，辛布里人和安布罗内斯人及其盟友赫尔维蒂于公元前107年在布尔迪加拉之战附近击败了罗马军队。在这场战争中，罗马执政官被杀。
公元前58-50年：凯撒大帝率领罗马军队发动了法国和比利时的高卢战争。